# Diso
Diso es una localidad italiana de la provincia de Lecce, región de Puglia, con 3.163 habitantes.

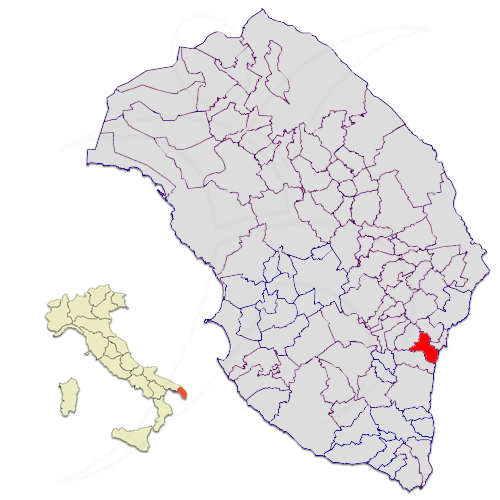
Ubicación de la ciudad de Diso dentro de la provincia de Lecce.

## Evolución demográfica
| Gráfica de evolución demográfica de Diso entre 1861 y 2001 |
|                                                            |
| Fuente ISTAT - elaboración gráfica de Wikipedia            |